# Prezunic
Prezunic es una cadena de supermercados brasileña con sede en Río de Janeiro, fundada en 2001. La cadena forma parte del grupo chileno Cencosud.

## Historia

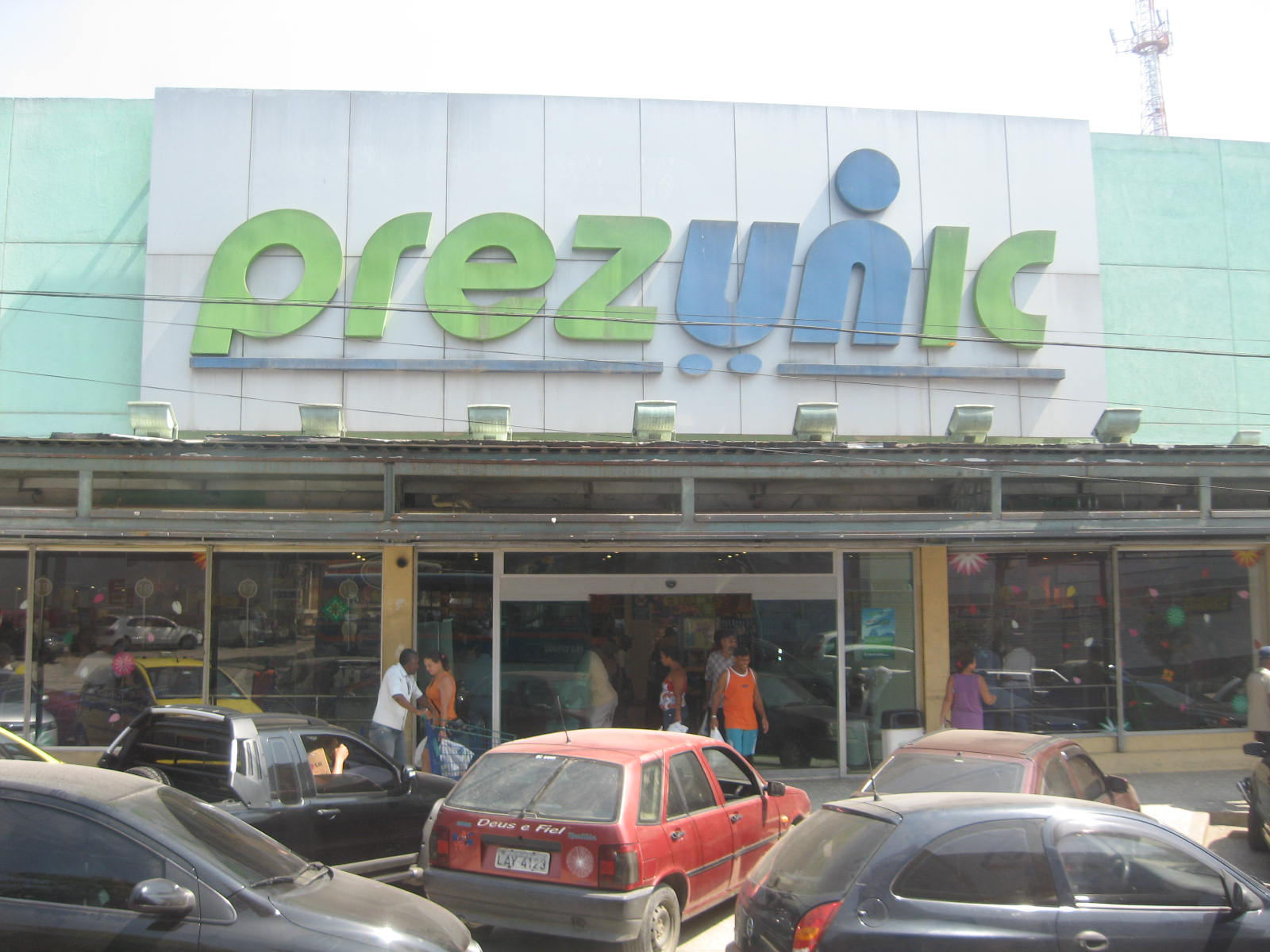
Supermercado Prezunic con el logotipo antiguo de la empresa, en Vilar dos Teles, São João de Meriti.

El 2 de noviembre de 2001 se lanzó la cadena de supermercados, en un evento de presentación a quienes serían sus principales proveedores. En ese momento, la gestión de la red de supermercados funcionaba en la Oficina de Río, en Barra da Tijuca, y el Centro de Distribución, que desde 2005 está instalado en el Mercado São Sebastião, en Fazenda Botafogo. 
El 13 de mayo de 2002 se abrió la primera tienda en el barrio de Benfica. La fecha fue un homenaje a Nossa Senhora de Fátima, santa devota de Joaquim, entonces propietaria. En ese año se abrieron seis tiendas más en Senador Camará, Catumbi, Parroquia, Pechincha, Recreio dos Bandeirantes y Campo Grande. 
Al año siguiente, en julio, se abrió la tienda Jaurú y en 2004 se abrieron otras cinco tiendas en Río: Magalhães Bastos, Caxias Centenário, Vista Alegre, Olaria y Engenho Novo. Le siguieron siete tiendas más en 2005: Cidade de Deus, Caxias Centro, Itaóca, Fonseca, Campinho, Nilópolis y Taquara. En 2006 se abrieron otras siete tiendas: Cachambi, Padre Miguel, Penha Circular, Ilha do Governador, Méier, Icaraí y Vilar dos Teles. 
En diciembre de 2007, donde había operado una concesionaria de vehículos, en la Avenida General Polidoro, se inauguró la tienda número 28 de la cadena, la primera en la Zona Sur de Río de Janeiro. La tienda número 29 fue la sucursal que abrió al año siguiente, en un centro comercial de Guadalupe. 
La empresa fue elegida por el Great Place to Work Institute (GPTW) como una de las cien mejores empresas para trabajar en Brasil.
El 26 de noviembre de 2011, la cadena Prezunic fue vendida a la cadena Cencosud, que tomó el control de la empresa el 2 de octubre de 2012, creando así el brazo fuerte de la cadena chilena de Río de Janeiro.